# Lim Eun-ji
Lim Eun-ji (ur. 2 kwietnia 1989 w Pusan) – koreańska lekkoatletka, tyczkarka.
W 2009 brała udział w mistrzostwach świata w Berlinie, 29. lokata w eliminacjach nie dała jej awansu do finału. Sezon zakończyła zdobywając złoty medal igrzysk Azji Wschodniej.
W 2010 została zdyskwalifikowana na 3 miesiące za stosowanie niedozwolonych środków dopingujących.
W 2013 zajęła 4. miejsce na mistrzostwach Azji w Pune. Srebrna medalistka igrzysk azjatyckich w Incheon (2014).

## Rekordy życiowe
- skok o tyczce (stadion) – 4,35 (2009) były rekord Korei Południowej
- skok o tyczce (hala) – 4,24 (2009) były rekord Korei Południowej